# Aivars Lazdenieks
Aivars Lazdenieks (in russo Айвар Янович Лаздениекс?, Ajvar Janovič Lazdenieks; Skrunda, 26 febbraio 1954 – 20 agosto 2023) è stato un canottiere sovietico, vincitore della medaglia d'argento nel quattro di coppia a Montréal 1976 insieme a Eevgenij Duleev, Jurij Jakimov e Vitautas Butkus.
Prima dei Giochi, nel 1974, vinse il titolo nazionale giovanile nel singolo, l'anno seguente fece parte del quattro di coppia che vinse il bronzo ai campionati del mondo di Nottingham.

## Palmarès
- Giochi olimpici

Montréal 1976: argento nel quattro di coppia.
- Campionati del mondo di canottaggio

Nottingham 1975: bronzo nel quattro di coppia.